# Armenhaus

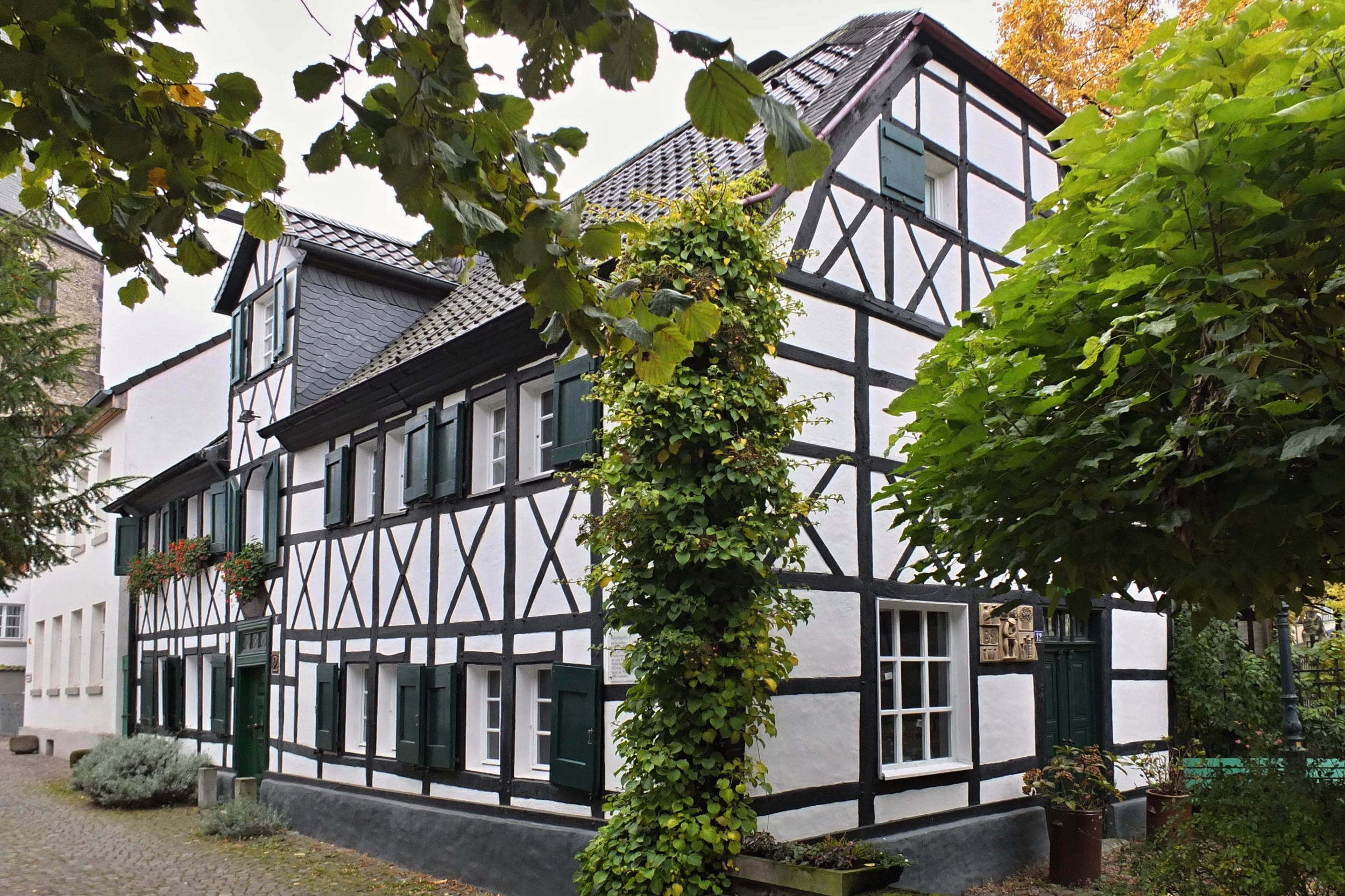
Kückeshaus 1766, ehemaliges Armenhaus in Hilden

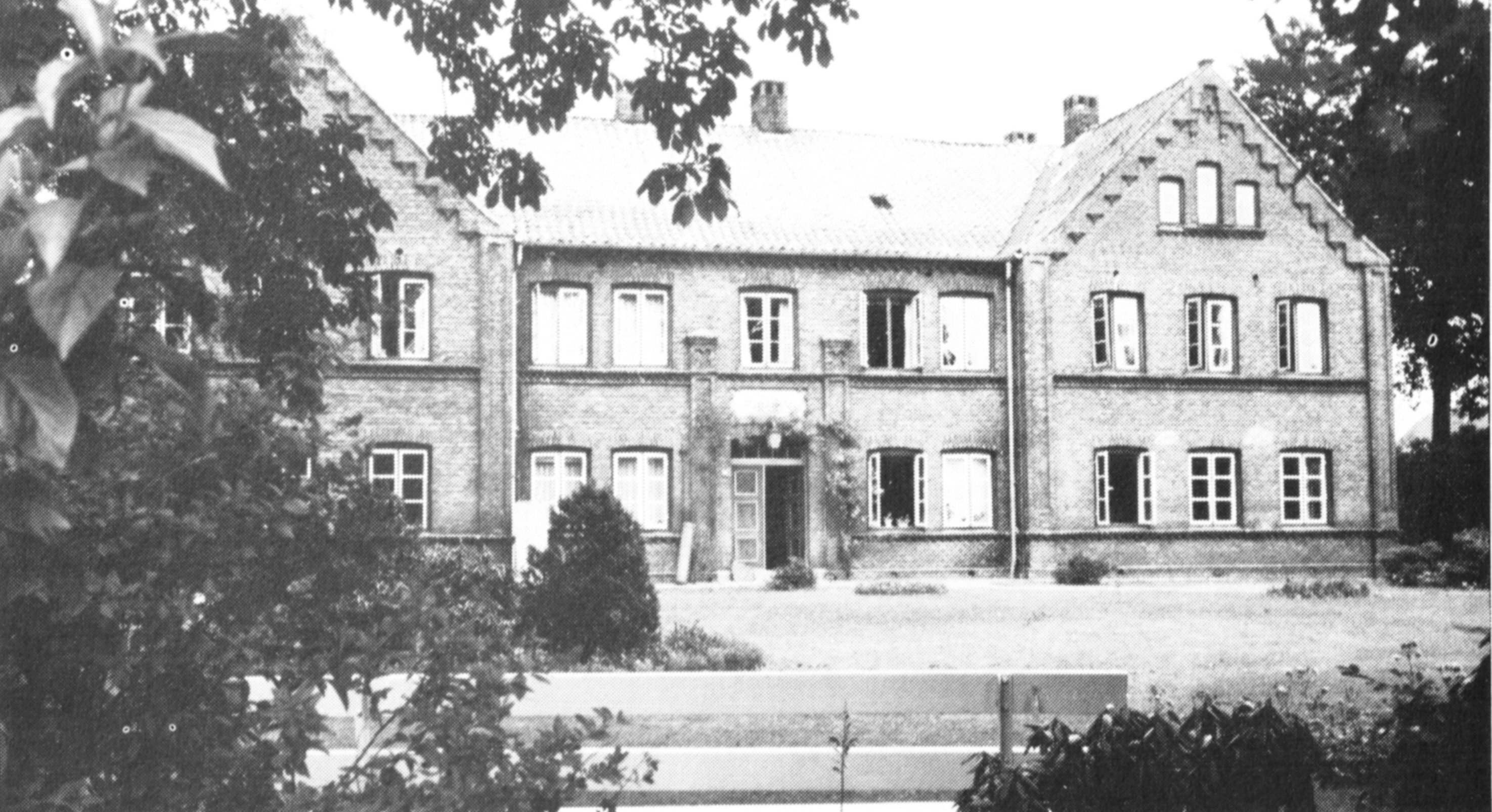
Werk- und Armenhaus Uetersen 1866, heute ein Altenheim

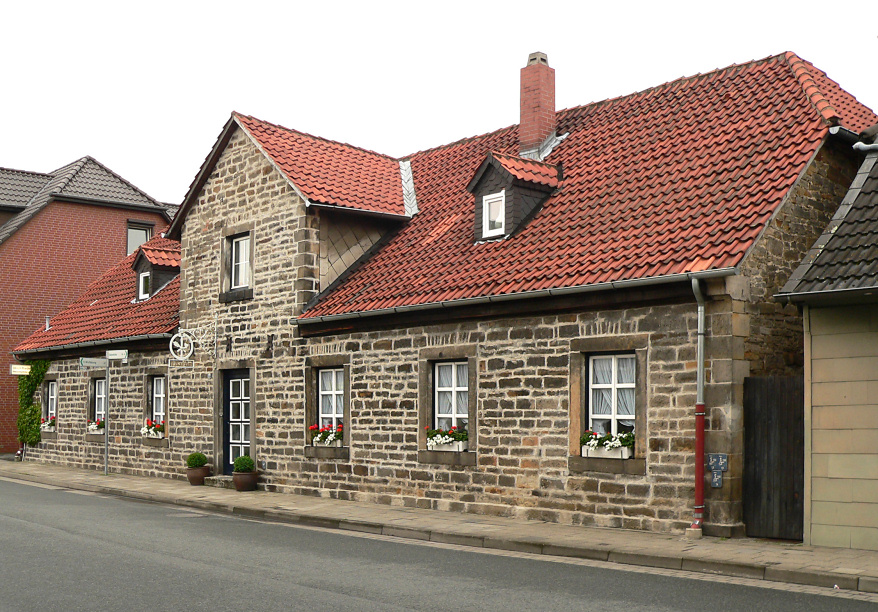
Ehemaliges Armenhaus Vorsfelde

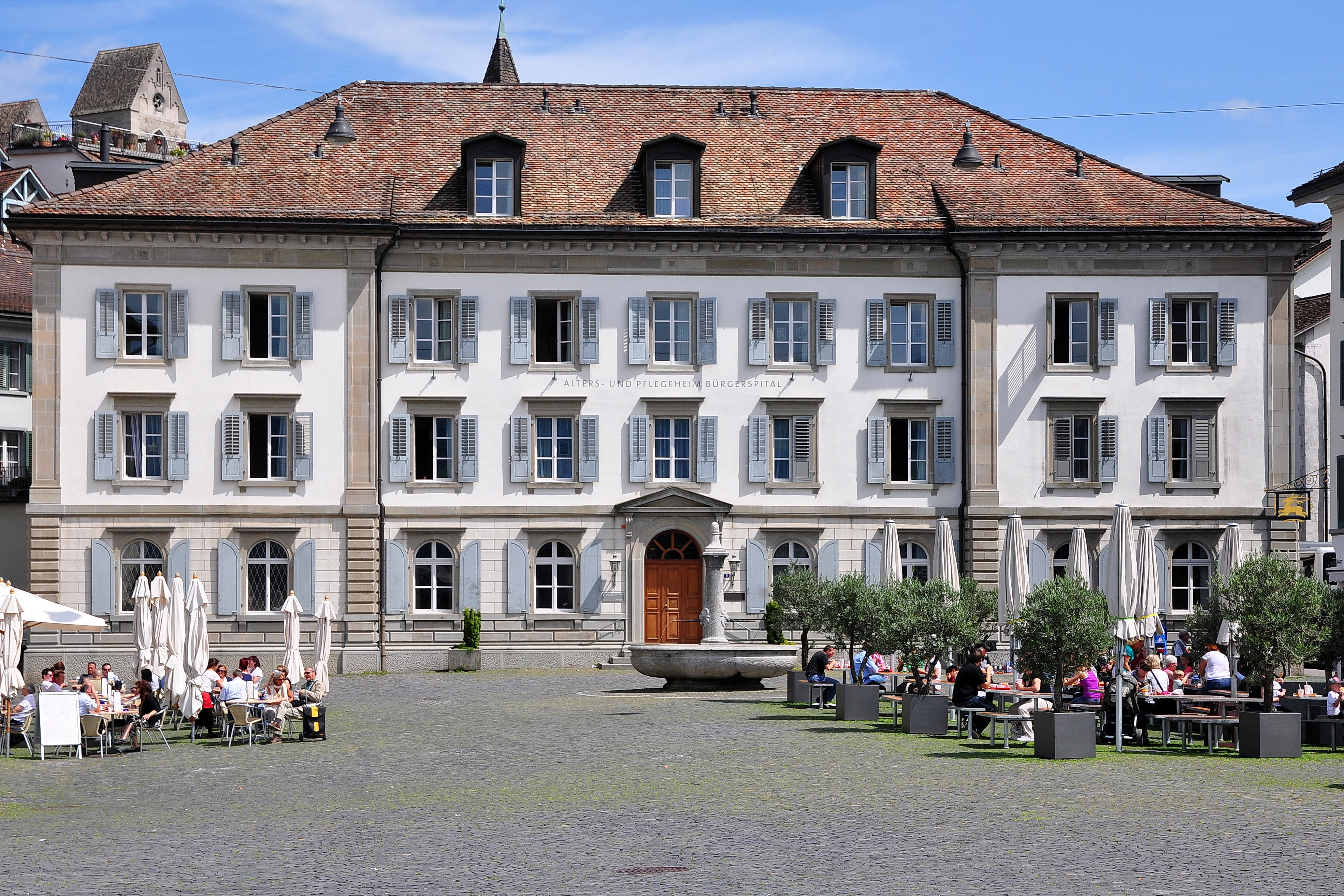
Das ehemalige Armenhaus in Rapperswil, heute ein Altersheim

Das Armenhaus, früher auch Ptochodochium (zu gr. ptōchós „Bettler“ und gr. dochḗ „Aufnahme“), (engl.: Almshouse) entwickelte sich in der Frühen Neuzeit aus dem mittelalterlichen Hospitium und Spital. Es war oft gekoppelt mit einem Waisenhaus, einem Gefängnis, einem Krankenhaus oder einem Arbeitshaus.
Der Ausdruck Armenhaus wird in nichthistorischen Kontexten praktisch nur noch im übertragenen Sinne benutzt, beispielsweise indem ein besonders armes Land als das „Armenhaus des Kontinents“ charakterisiert wird.

## Beschreibung
In Armenhäusern lebten vor allem ältere Menschen, die nicht mehr selbst für ihren Lebensunterhalt sorgen konnten. Sie erhielten dort einen Wohnplatz und tägliche Verpflegung. Die Armenhäuser gehörten früher zum Stadtbild und nahmen nur verarmte Bewohner aus der eigenen Stadt auf. In fast jedem Dorf gab es ein eigenes Armenhaus. Fremden wurde diese Altersversorgung nicht zuteil. Im Gegensatz zu den Arbeitshäusern waren die Armenhäuser in der Regel keine geschlossenen Anstalten und die Aufnahme war – zumindest formal – freiwillig.
Finanziert wurden Armenhäuser in der Regel durch Zuwendungen wohlhabender Bürger sowie durch Zuschüsse von Stadt und Kirche. Auf dem Land wurde die Armenversorgung teilweise auch aus dem gemeinschaftlichen Gut (Allmende) beglichen.
In der Schweiz wurden noch bis in die 1970er-Jahre mittellose Menschen in Armenhäuser zwangseingewiesen. Die fürsorgerische Unterbringung sowie die prekären Lebensbedingungen in diesen Anstalten zählen zu den dunklen Kapiteln der Schweizer Sozialgeschichte.